# Cantilena inhonesta

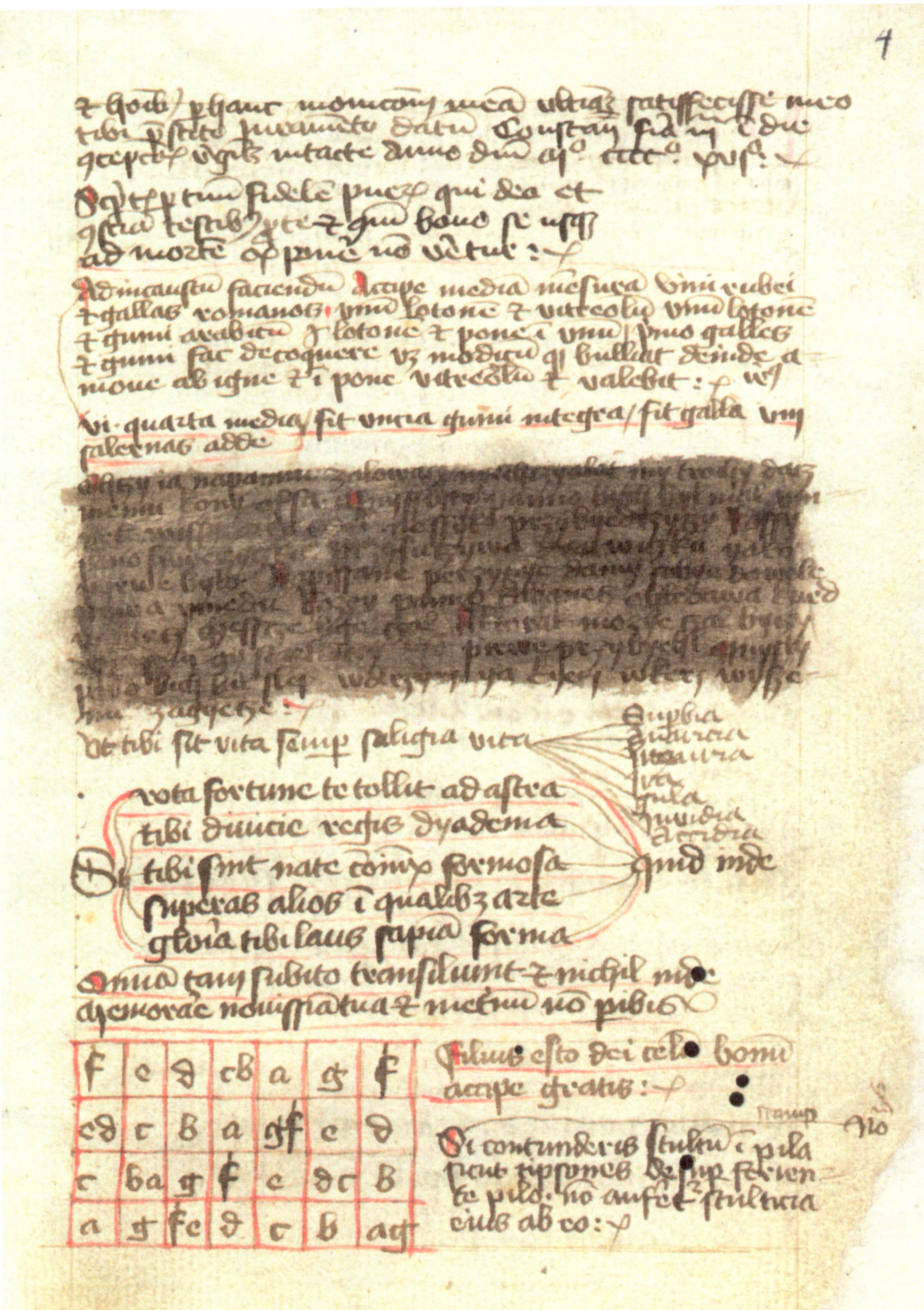
Karta z rękopiśmiennego kodeksu Mikołaja z Koźla. Zamazany inkaustem fragment zawiera tekst pieśni Cantilena inhonesta

Cantilena inhonesta (łac. Piosenka nieprzystojna, inc. Chcy ja na pannu żałować..., inny tytuł: Skarga na pannę) – pieśń żakowska, zapisana przez Mikołaja z Koźla na początku XV wieku, przez wiele lat (1935 – 2013) uważana w polskiej tradycji naukowej za najstarszy polski erotyk, w istocie ułożona i zapisana po czesku przez śląskiego zakonnika, który czeski tekst, zapisywany prawdopodobnie z pamięci „słyszał polskim uchem”.
Autor utworu jest nieznany, jednak zachowały się dokładne informacje na temat osoby, która erotyk zapisała na kartach kodeksu franciszkańskiego. Uczynił to zakonnik Mikołaj z Koźla prawdopodobnie w latach 1416–1417, kiedy wyruszył przez Czechy w kierunku Moraw. Zakon wyposażył go w pergamin, na którym miał dokonywać notatek, aby po powrocie wzbogacić zbiory franciszkanów. Zasłyszaną piosenkę Mikołaj zapisał najprawdopodobniej podczas pobytu w Ołomuńcu. W kodeksie notował także modlitwy, teksty kazań, recepty i inne utwory (satyry, anegdoty, pieśni antyhusyckie). Po powrocie do klasztoru w Koźlu tekst erotyku został zamazany atramentem, niektóre miejsca zostały dodatkowo zatarte, co przez wiele lat utrudniało pełne odczytanie kantyleny.
Utwór odkryto w XIX w. (A. H. Hoffman von Fallersleben, Nicolaus von Kosel, ein böhmischer und deutscher Dichter vom Jahre 1417, 1829). Pierwszą całościową transliterację ogłosił dopiero w 1893 Władysław Nehring w XV tomie „Archiv für Slavische Philologie” (artykuł Die čechischen Eintragungen in einer Breslauer Handschrift). Pełne wydanie krytyczne opublikował w 1934 Roman Jakobson w artykule Slezsko-polská cantilena inhonesta ze začátku XV. století („Národopisný Věstník Českoslovanský”). Tezę o polskim pochodzeniu tekstu przejęli od rosyjskiego uczonego Polacy, Julian Krzyżanowski i Stanisław Rospond oraz późniejsi, liczni kontynuatorzy, traktujący utwór jako najstarszy polski erotyk.
Rewizję lekcji Jakobsona dali w 2008 krakowscy uczeni Maciej Eder i Wacław Twardzik, posługując się fotografią rękopisu w ultrafiolecie wykonaną przez laboratorium policyjne i publikując artykuł Czy staropolska kicz/kić naprawdę była wyrazem nieprzyzwoitym (Cantilena inhonesta odczytana na nowo). Ostatni nieczytelny fragment rozszyfrował Jacek Baluch w niewielkiej książce Zamazany inkaustem rękopis, czyli śląsko-czeska sprośna śpiewka (Kraków, 2013) udowadniając równocześnie, że tekst został ułożony i zapisany po czesku przez śląskiego zakonnika, który czeski tekst słyszał „polskim uchem” i stąd błędy zapisu z początku XV wieku, kiedy ortografia czeska i polska nie była jeszcze ustalona.
Rękopis przechowywany był do 1811 w bibliotece klasztoru franciszkanów, następnie został przekazany wrocławskiej Bibliotece Uniwersyteckiej, gdzie znajduje się obecnie (sygn. I. Q. 466).

## Treść i budowa utworu
Utwór, zbudowany z siedmiu trójwersowych strof (zapisanych w układzie 7+7+6), z których końcowy nie tworzy rymu. Jest skargą chłopca na oporną dziewczynę: „Chcy na pannu żałować, Nie chciała mi trochy dać, Memu koniu owsa...”. Pełno w niej nieprzyzwoitych aluzji, przesłoniętych dla niepoznaki słowami neutralnymi – np. „kierz” (krzak) zamiast „kiep” (żeńskie przyrodzenie, łac. cunnus). Rozpoczyna się skargą młodzieńca na pannę, która nie chciała mu się oddać. W następnej części młodzieniec stara się ją jednak przekonać do zbliżenia poprzez kolejne igraszki miłosne, żeby w końcu osiągnąć cel. Powstała najprawdopodobniej na bazie erotyku żakowsko-waganckiego, jednakże dotąd nie odnaleziono jej łacińskiego pierwowzoru.
W tekście występują rymy aax, bbx etc. zasadniczo jednozgłoskowe (rymy męskie, czasem pogłębione o współbrzmienie zgłoski przedostatniej). Konstrukcja utworu oparta jest na sylabizmie, jak na swój czas regularnym (drobne odstępstwa wynikają prawdopodobnie z faktu, że utwór był zapisywany ze słuchu czy też z pamięci). Z figur stylistycznych zastosowano tylko raz porównanie i raz epitet. W tekście zawarto dwuznaczne aluzje i zrozumiałą dla odbiorcy symbolikę (koń, nóż przypasany u pasa, wzorzysta pierzyna, miód i mleko, dratewka i przędziwo, zając).
Badacze przyjmujący, że tekst jest polski, uważali pewne zjawiska fonetyczne (brak nosówek, sonanty, ‘h’ zamiast ‘g’) czeskie końcówki odmiany, elementy leksyki za czechizmy, których jak na krótki tekst występowało bardzo wiele. Przy założeniu, że jest to tekst czeski zapisany przez Ślązaka, w tekście nie ma ani jednego polonizmu leksykalnego, nie ma polskich form odmiany, są tylko ewentualne polonizmy fonetyczne, zrozumiałe na językowym pograniczu.
Badacze poszukiwali też melodii, lecz hipoteza o literowym zapisie melodii okazała się błędna (udowodnili to Eder i Twardzik).
Choć więc w wielu antologiach literatury staropolskiej, w Bibliotece Narodowej II, a także w podręcznikach Cantilena inhonesta uchodzi za najstarszy polski erotyk, pogląd ten należy obecnie zrewidować.